# Тарвос (супутник)
Тарвос (Сатурн XXI, лат. Tarvos, ірл. Tarb) — тридцять шостий за віддаленістю від планети супутник Сатурна. Відкритий 23 вересня 2000 року.
Названий на честь бика-гіганта Тарвоса Трігарануса з кельтської міфології. Входить до кельтської групи супутників Сатурна.

## Корисні посилання
- Циркуляр МАС № 7513: Оголошення про відкриття Сіарнак і Тарвоса(англ.)
- Циркуляр МАС № 8177: Назви нових супутників великих і малих планет(англ.)